# Grimpa-soques gorjapigallat
El grimpa-soques gorjapigallat (Certhiasomus stictolaemus) és una ocell sud-americà de la família dels furnàrids. És l'únic membre del gènere Certhiasomus (Derryberry, Claramunt, Chesser, Aleixo, Cracraft, Moyle et Brumfield, 2010). Antany era inclòs al gènere Deconychura.

## Hàbitat i distribució
Habita la selva humida, prop de corrents fluvials, a les terres baixes del sud-est de Colòmbia i est de l'Equador, sud de Veneçuela, Guaiana Francesa, el Perú i oest amazònic del Brasil.